# Camillo Melzi
Camillo Melzi (Milão, 12 de dezembro de 1590 - Roma, 21 de janeiro de 1659) foi um cardeal do século XVIII

## Biografia
Nasceu em Milão em 12 de dezembro de 1590. De uma família nobre. Filho de Gian Antonio Melzi e Lívia Litta. Seu sobrenome também está listado como Meltio. Tio de Gianantonio Melzi, seu sucessor como arcebispo de Cápua.
Estudou na Universidade de Bolonha; na Universidade de Pavia; e na Universidade de Parma, onde doutorou-se em utroque iure , tanto em direito canônico como em direito civil, em 12 de setembro de 1614).
Fui para Roma. Collaterale del Campidoglio . Tenente civil do auditor de Câmara no pontificado do Papa Urbano VIII; ocupou o cargo por onze anos. Referendário dos Tribunais da Assinatura Apostólica de Justiça e de Graça. Recebeu a tonsura eclesiástica.
Eleito arcebispo de Cápua, em 18 de fevereiro de 1636. Consagrado, em 24 de março de 1636, segunda-feira de Páscoa, na Capela Sistina, Vaticano, por Fausto Poli, arcebispo titular de Amansia, auxiliado por Giovanni Battista Altieri, ex-bispo de Camerino, e por Celzo Zani, ex-bispo de Città della Pieve. Na mesma cerimônia também foi consagrado Pietro Gaudenzi, bispo de Arbe, na Dalmácia. Núncio na Toscana, 1639. Núncio na Áustria, 1644-1652. Secretário do SC dos Bispos e Regulares no início do pontificado do Papa Alexandre VII.
Criado cardeal sacerdote no consistório de 9 de abril de 1657; recebeu o chapéu vermelho e o título de S. Marcello, em 23 de abril de 1657.
Morreu em Roma em 21 de janeiro de 1659, perto das 22h. Exposto e sepultado na igreja de S. Andrea al Quirinale, Roma.